# Гавриловская (городской округ Шатура)
Гаври́ловская — деревня в Шатурском муниципальном районе Московской области. Входит в состав городского поселения Шатура. Население — 40 чел. (2010).

## Расположение
Деревня расположена вблизи юго-восточных окраин Шатуры, расстояние до МКАД порядка 123 км. Высота над уровнем моря 127 м.

## Название
В письменных источниках деревня упоминается как Блохино и Гавриловская.

## История
Впервые упоминается в писцовой Владимирской книге В. Кропоткина 1637—1648 гг. как деревня Гавриловская Шатурской волости Владимирского уезда. Деревня принадлежала Степану Власьевичу Солнцову.
До отмены крепостного права часть деревни была государственной, другая часть принадлежала помещице Тенищевой.
После отмены крепостного права часть деревни, принадлежавшей государству, вошла в состав Петровской волости, а другая в Лузгаринскую волость.
В советское время деревня входила в Новосидоровский сельсовет.

## Население
| 1859 | 1868 | 1885 | 1905 | 1926 | 1931 |
| ---- | ---- | ---- | ---- | ---- | ---- |
| 92   | ↗118 | ↗166 | ↗211 | ↗328 | ↗526 |
| 1970 | 1993 | 2002 | 2006 | 2010 |      |
| ↘191 | ↘84  | ↘66  | ↘54  | ↘40  |      |